# BMW 501/502
BMW 501 je luksuzna limuzina predstavljena u Frankfurtu 1951. godine. 501 je prvi BMW proizveden poslije rata. U Njemačkoj su 501 i 502 imali nadimak Barokni anđeo.

## Dizajniranje, platforma, tehnički podaci i sigurnost
Za 501 je proizvedena potpuno nova platforma s ovjesom i dizajnom tipičnim za to doba. Redni 6 motori su bili iz prethodnih BMW modela premda su bili nadograđeni. Dizajner automobila je Peter Szymanowski koji je radio za BMW no čelni ljudi su Pininfarinu zaposlili da napravi alternativu. S obzirom na to da je alternativa bila previše slična Alfa Romeo 1900 modelu BMW je prihvatio originalni dizajn. Nakon što je čelična karoserija završena automobil je bio teži nego što je Peter zamislio. Težina automobila je 1340 kilograma što se odrazilo na performanse. Redni 6 motor je omogućavao maksimalnu brzinu od 135 km/h a ubrzanje do 100 km/h iznosi 27 sekundi što je bilo lošije od Mercedes-ovog rednog šest motora. Jedna inovacija je bila zapaženija o ostalih, pasivna sigurnost u 501 je bila na visokoj razini. Robusna šasija je pružala iznadprosječnu sigurnost u slučaju bočnog udara a spremnik goriva je smješten u pažljivo zaštićenu lokaciju ispod stražnje osovine da bi se minimalizirao rizik od požara u slučaju nesreće.

## Predstavljanje i proizvodnja
501 je predstavljen 1951. i bio je manje skup rival Mercedesovom 220 modelu. 501 je palio pažnju svojom ekstravagancijom i inženjerskim solucijama. Njegova cijena od 15000 njemačkih maraka je bila 4 puta veća od prosječne plaće u Njemačkoj.
BMW nije imao opremu za proizvodnju karoserije pa se 501 proizvodio u tvornici Karosserie Baura. Kasnije je BMW proizvodio limuzine a coupe i kabriolet se mogao naručiti od Baura ili Autenrietha.

## BMW 502
502 je jača i luksuznija inačica 501 modela, pokretali su ga V8 motori a automobil je bio teži za ogromnih 190 kg. Poput 501 modela i 502 je imao coupe i kabriolet inačice.

## 2.6 i 2.6 Luxus
1958. godine 501 i 502 imena su ukinuta a V8 501 je preimenovan u 2.6 a 502 u 2.6 Luxus. Razlike su servo volan i disk kočnice sprijeda.

## 2600 i 2600 L
1961. godine BMW je opet preimenovao automobil, jedina razlika je 110 ks kojih je omogućavao nadograđeni V8.

## BMW 3.2 i 3.2 Super
Ovo su inačice s nadograđenim V8 motorom. 3.2 je imao 120 ks a 3.2 Super 140 ks. Proizvodile su se od 1955. do 1961.

## BMW 3200L i 3200S
1961. 3.2 i 3.2 Super su preimenovani u 3200L i 3200S. 3200L je imao 140 ks s jednim karburatorom a 3200S 160 ks s dva karburatora. Proizvodili su se do 1963.

## Ostali modeli na 501 platformi
BMW 503 i BMW 507 su GT automobili

BMW 505 prototip je predstavljen 1955. u Frankfurtu, to je limuzina bazirana na novoj 3.2 limuzini, 505 je dug 5,1 metar s međuosovinskim razmakom 3,1 metar. Proizvedena su 2 primjerka.

BMW 3200 CS je coupe i posljednji automobil s 501 platformom.